# Veselången
Veselången är en utdikad sjö på gränsen mellan Halland och Västergötland, en utvidgning av ån Viskan, som här nått betydande storlek. Under perioder med stort vattenflöde i Viskan, återuppstår en del av sjön intill Riksväg 41 på sträckan Veddige-Horred.
Veselången sänktes 1855-1865 och blev då hälften så lång som tidigare.
C. M. Rosenberg beskriver i sitt lexikon 1883 den ännu befintliga sjön och följande citat ur ’NoB’ (Namn och bygd ger en bakgrund: "…Sjönamnet Veselången (Uisulang i början av 1300-talet) anses innehålla ett 'visa' (fuktig ängsmark) och betyda 'långsjön i maden' eller eventuellt 'långsjön i maden med namnet Visa'  … Samma stam vis- ingår tydligen i såväl Veselången som Viskan …".
Mitt för Veselången och tidigare sannolikt intill densamma, ligger Jonsjö säteri, en gång bebott av generalen Georg Carl von Döbeln. Huvudbyggnaden ersattes av en modern villa under senare delen av 1900-talet, då medel saknades för en restaurering.